# Hemerobius ricarti
Hemerobius ricarti är en insektsart som beskrevs av Navás 1925. Hemerobius ricarti ingår i släktet Hemerobius och familjen florsländor. Inga underarter finns listade i Catalogue of Life.